# アラナ・エヴァンス
アラナ・エヴァンス（Alana Evans、 1976年7月6日 - ）は、アメリカ合衆国のポルノ女優。ケンタッキー州フォートキャンベル出身。